# JTBC 팩추얼
《JTBC 팩추얼》(JTBC FACTUAL)은 대한민국의 JTBC에서 비정기적 방영 중인 다큐멘터리 텔레비전 프로그램이다.

## 기획 의도
사실을 기반으로 한 모든 이야기를 다양한 형식으로 풀어내는 인문과 과학, 자연, 사회, 트렌트 분야의 다큐멘터리이다.

## 방송 일정
| 방송 채널 | 방송 기간                           | 방송 시간                            | 비고            |
| --------- | ----------------------------------- | ------------------------------------ | --------------- |
| JTBC      | 2020년 10월 19일 ~ 2020년 11월 9일  | 매주 월요일 밤 11시 ~ 12시           |                 |
| JTBC      | 2020년 11월 19일 ~ 2020년 11월 26일 | 매주 목요일 밤 11시 ~ 12시           |                 |
| JTBC      | 2020년 12월 30일                    | 매주 수요일 밤 10시 30분 ~ 12시 50분 | 1·2부 연속 방송 |
| JTBC      | 2021년 3월 27일 ~ 2021년 5월 22일   | 매주 토요일 저녁 7시 40분 ~ 9시      |                 |
| JTBC      | 2021년 10월 2일 ~ 2021년 11월 13일  | 매주 토요일 저녁 6시 40분 ~ 7시 50분 |                 |

## 에피소드 목록

### 2020년
| 회차 | 방송일    | 제목 (내용) | 출연진                   | 시청 등급 | 비고 |
| ---- | --------- | ----------- | ------------------------ | --------- | ---- |
|      | 10월 19일 | 30 & 70     |                          |           |      |
|      | 10월 26일 | 30 & 70     |                          |           |      |
|      | 11월 2일  | 여기 태그   | 앤디, 이진혁, 니엘, 리키 |           |      |
|      | 11월 9일  | 여기 태그   | 앤디, 이진혁, 니엘, 리키 |           |      |
|      | 11월 19일 | KOREAN WAR  |                          |           |      |
|      | 11월 26일 | KOREAN WAR  |                          |           |      |
|      | 12월 30일 | 백두        | 조진웅 내레이션          |           |      |

### 2021년
| 회차 | 방송일    | 제목 (내용)                     | 출연진                  | 시청 등급 | 비고 |
| ---- | --------- | ------------------------------- | ----------------------- | --------- | ---- |
|      | 3월 27일  | 베르나르 베르베르의 고양이 사전 | 유인나 내레이션         |           |      |
|      | 4월 3일   | 베르나르 베르베르의 고양이 사전 | 유인나 내레이션         |           |      |
|      | 4월 17일  | 나무의 혁명                     | 박하선, 정상훈 내레이션 |           |      |
|      | 4월 24일  | 제국의 비밀                     | 박소현 내레이션         |           |      |
|      | 5월 1일   | 제국의 비밀                     | 박소현 내레이션         |           |      |
|      | 5월 8일   | 데스로드                        | 조진웅 내레이션         |           |      |
|      | 5월 15일  | 데스로드                        | 조진웅 내레이션         |           |      |
|      | 5월 22일  | 굿모닝 키스                     |                         |           |      |
|      | 10월 2일  | A.C. 10                         | 조진웅                  |           |      |
|      | 10월 9일  | A.C. 10                         | 조진웅                  |           |      |
|      | 10월 16일 | A.C. 10                         | 조진웅                  |           |      |
|      | 10월 23일 | 오늘부터 가족                   |                         |           |      |
|      | 10월 30일 | 오늘부터 가족                   |                         |           |      |
|      | 11월 13일 | 오늘부터 가족                   |                         |           |      |

## 제작진
- 기획 : 이규연
- 책임 : 장기하
- 프로듀서 : 이선우, 이민수

## 같이 보기
- 다큐쇼 (이전 프로그램)
- 다큐플러스 (현재)